# Carbon Copy Cloner
Carbon Copy Cloner (litt. « Cloneur de copie carbone ») est un logiciel édité par Bombich Software pour Mac OS X 10.2, Mac OS X 10.3, Mac OS X 10.4, Mac OS X 10.5, Mac OS X 10.6, Mac OS X 10.7, Mac OS X 10.8, Mac OS X 10.9, OS X Yosemite, OS X El Capitan, macOS Sierra et macOS High Sierra. C'est un logiciel de clonage. Il permet également de planifier des tâches.